# Eurolega 2014-2015
La CERH European League 2014-2015 è stata la 50ª edizione della massima competizione europea di hockey su pista riservata alle squadre di club.
Il torneo, organizzato dal Comité Européen de Rink-Hockey, ha avuto inizio il 18 ottobre 2014 e si è concluso il 3 maggio 2015 con la finale disputata a Bassano del Grappa.
Il titolo è stato conquistato dal Barcellona per la 21ª volta nella sua storia.

## Squadre partecipanti
| Nazione    | Città              | Club                             | Qualificazione                                             |
| ---------- | ------------------ | -------------------------------- | ---------------------------------------------------------- |
| Francia    | La Roche-sur-Yon   | La Vendéenne La Roche sur Yon    | 2° in Francia nel 2013-2014                                |
| Francia    | Quévert            | Hockey Club Quévertois           | Campione di Francia 2013-2014                              |
| Germania   | Hamm               | SK Germania Herringen            | Campione di Germania nel 2013-2014                         |
| Italia     | Bassano del Grappa | Hockey Bassano                   | 4° in Italia nel 2013-2014                                 |
| Italia     | Breganze           | Hockey Breganze                  | 3° in Italia nel 2013-2014                                 |
| Italia     | Forte dei Marmi    | Hockey Club Forte dei Marmi      | Campione d'Italia 2013-2014                                |
| Italia     | Valdagno           | Hockey Valdagno 1938             | 2° in Italia nel 2013-2014                                 |
| Portogallo | Lisbona            | Sport Lisboa e Benfica           | 2° in Portogallo nel 2013-2014                             |
| Portogallo | Porto              | Futebol Clube do Porto           | 3° in Portogallo nel 2013-2014                             |
| Portogallo | Valongo            | Associação Desportiva de Valongo | Campione del Portogallo 2013-2014                          |
| Portogallo | Viana do Castelo   | Associaçao Juventude de Viana    | 4° in Portogallo nel 2013-2014                             |
| Spagna     | Barcellona         | Futbol Club Barcelona            | Campione di Spagna 2013-2014 e Campione d'Europa 2013-2014 |
| Spagna     | El Vendrell        | Club d'Esports Vendrell          | Detentore Coppa del Re 2013-2014                           |
| Spagna     | La Coruña          | Hockey Club Liceo La Coruña      | 2° in Spagna nel 2013-2014                                 |
| Spagna     | Vic                | Club Patí Vic                    | 3° in Spagna nel 2013-2014                                 |
| Svizzera   | Ginevra            | Genève Rink-Hockey Club          | Campione di Svizzera 2013-2014                             |

## Risultati

### Fase a gironi

#### Girone A
|            | Incontri girone A    |       |
| ---------- | -------------------- | ----- |
| 18-10-2014 | Bassano - Quevert    | 6 - 5 |
| 18-10-2014 | Barcellona - Benfica | 1 - 1 |
| 1-11-2014  | Benfica - Bassano    | 7 - 3 |
| 1-11-2014  | Quevert - Barcellona | 0 - 7 |
| 22-11-2014 | Quevert - Benfica    | 5 - 9 |
| 22-11-2014 | Bassano - Barcellona | 3 - 6 |
| 13-12-2014 | Benfica - Quevert    | 5 - 2 |
| 13-12-2014 | Barcellona - Bassano | 6 - 3 |
| 17-1-2015  | Quevert - Bassano    | 1 - 3 |
| 17-1-2015  | Benfica - Barcellona | 1 - 3 |
| 7-2-2015   | Bassano - Benfica    | 6 - 8 |
| 7-2-2015   | Barcellona - Quevert | 9 - 2 |

|   | Squadra    | PT | G | V | N | P | RFT | RST | diff. |
| - | ---------- | -- | - | - | - | - | --- | --- | ----- |
| Q | Barcellona | 16 | 6 | 5 | 1 | 0 | 32  | 10  | +22   |
| Q | Benfica    | 13 | 6 | 4 | 1 | 1 | 31  | 20  | +11   |
|   | Bassano    | 6  | 6 | 2 | 0 | 4 | 24  | 33  | -9    |
|   | Quévert    | 0  | 6 | 0 | 0 | 6 | 15  | 39  | -24   |

#### Girone B
|            | Incontri girone B  |       |
| ---------- | ------------------ | ----- |
| 18-10-2014 | Vic - Ginevra      | 3 - 1 |
| 18-10-2014 | Valongo - Breganze | 4 - 6 |
| 1-11-2014  | Breganze - Vic     | 3 - 3 |
| 1-11-2014  | Valongo - Ginevra  | 5 - 5 |
| 22-11-2014 | Ginevra - Breganze | 5 - 6 |
| 22-11-2014 | Vic - Valongo      | 3 - 2 |
| 13-12-2014 | Breganze - Ginevra | 7 - 2 |
| 13-12-2014 | Valongo - Vic      | 3 - 8 |
| 17-1-2015  | Ginevra - Vic      | 3 - 8 |
| 17-1-2015  | Breganze - Valongo | 5 - 3 |
| 7-2-2015   | Vic - Breganze     | 2 - 1 |
| 7-2-2015   | Ginevra - Valongo  | 6 - 8 |

|   | Squadra  | PT | G | V | N | P | RFT | RST | diff. |
| - | -------- | -- | - | - | - | - | --- | --- | ----- |
| Q | Vic      | 16 | 6 | 5 | 1 | 0 | 27  | 13  | +14   |
| Q | Breganze | 13 | 6 | 4 | 1 | 1 | 28  | 19  | +9    |
|   | Valongo  | 4  | 6 | 1 | 1 | 4 | 25  | 33  | -8    |
|   | Ginevra  | 1  | 6 | 0 | 1 | 5 | 22  | 37  | -15   |

#### Girone C
|            | Incontri girone C                    |        |
| ---------- | ------------------------------------ | ------ |
| 18-10-2014 | Liceo La Coruña - Germania Herringen | 9 - 5  |
| 18-10-2014 | Forte dei Marmi - Viana              | 6 - 2  |
| 1-11-2014  | Viana - Liceo La Coruña              | 3 - 5  |
| 1-11-2014  | Germania Herringen - Forte dei Marmi | 7 - 11 |
| 22-11-2014 | Germania Herringen - Viana           | 8 - 8  |
| 22-11-2014 | Liceo La Coruña - Forte dei Marmi    | 7 - 8  |
| 13-12-2014 | Viana - Germania Herringen           | 6 - 1  |
| 13-12-2014 | Forte dei Marmi - Liceo La Coruña    | 11 - 6 |
| 17-1-2015  | Germania Herringen - Liceo La Coruña | 2 - 4  |
| 17-1-2015  | Viana - Forte dei Marmi              | 8 - 3  |
| 7-2-2015   | Liceo La Coruña - Viana              | 8 - 4  |
| 7-2-2015   | Forte dei Marmi - Germania Herringen | 9 - 7  |

|   | Squadra            | PT | G | V | N | P | RFT | RST | diff. |
| - | ------------------ | -- | - | - | - | - | --- | --- | ----- |
| Q | Forte dei Marmi    | 15 | 6 | 5 | 0 | 1 | 48  | 37  | +11   |
| Q | Deportivo Liceo    | 12 | 6 | 4 | 0 | 2 | 39  | 33  | +6    |
|   | Juventude Viana    | 7  | 6 | 2 | 1 | 3 | 31  | 31  | 0     |
|   | Germania Herringen | 1  | 6 | 0 | 1 | 5 | 30  | 47  | -17   |

#### Girone D
|            | Incontri girone D       |        |
| ---------- | ----------------------- | ------ |
| 18-10-2014 | Vendrell - La Vendéenne | 4 - 3  |
| 18-10-2014 | Porto - Valdagno        | 6 - 2  |
| 1-11-2014  | Valdagno - Vendrell     | 7 - 2  |
| 1-11-2014  | La Vendéenne - Porto    | 3 - 5  |
| 22-11-2014 | La Vendéenne - Valdagno | 6 - 4  |
| 22-11-2014 | Vendrell - Porto        | 7 - 9  |
| 13-12-2014 | Valdagno - La Vendéenne | 10 - 3 |
| 13-12-2014 | Porto - Vendrell        | 9 - 1  |
| 17-1-2015  | La Vendéenne - Vendrell | 5 - 3  |
| 17-1-2015  | Valdagno - Porto        | 5 - 5  |
| 7-2-2015   | Vendrell - Valdagno     | 2 - 2  |
| 7-2-2015   | Porto - La Vendéenne    | 7 - 1  |

|   | Squadra      | PT | G | V | N | P | RFT | RST | diff. |
| - | ------------ | -- | - | - | - | - | --- | --- | ----- |
| Q | Porto        | 16 | 6 | 5 | 1 | 0 | 41  | 19  | +22   |
| Q | Valdagno     | 8  | 6 | 2 | 2 | 2 | 30  | 24  | +6    |
|   | La Vendéenne | 6  | 6 | 2 | 0 | 4 | 21  | 33  | -12   |
|   | Vendrell     | 4  | 6 | 1 | 1 | 4 | 19  | 35  | -16   |

### Quarti di finale
| Squadra 1       | Squadra 2       | Andata                                  | Ritorno                                    | Totale |
| --------------- | --------------- | --------------------------------------- | ------------------------------------------ | ------ |
| Valdagno        | Barcellona      | Valdagno - Palalido 7 marzo 2015        | Barcellona - Palau Blaugrana 21 marzo 2015 | 7 - 14 |
| Valdagno        | Barcellona      | 2 - 6                                   | 5 - 8                                      | 7 - 14 |
| Breganze        | Forte dei Marmi | Breganze - PalaFerrarin 7 marzo 2015    | Forte dei Marmi - PalaForte 21 marzo 2015  | 9 - 6  |
| Breganze        | Forte dei Marmi | 5 - 2                                   | 4 - 4                                      | 9 - 6  |
| Deportivo Liceo | Vic             | La Coruña - Palacio Riazor 7 marzo 2015 | Vic - Pavelló Olímpic 21 marzo 2015        | 4 - 5  |
| Deportivo Liceo | Vic             | 2 - 2                                   | 2 - 3                                      | 4 - 5  |
| Benfica         | Porto           | Lisbona - Pavilhão da Luz 7 marzo 2015  | Porto 22 marzo 2015                        | 5 - 6  |
| Benfica         | Porto           | 3 - 3                                   | 2 - 3                                      | 5 - 6  |

## Final Four
La Final Four della manifestazione si è disputata i giorni 2 e 3 maggio 2015 presso il PalaSIND di Bassano del Grappa.

### Tabellone
|  | Semifinali | Semifinali | Semifinali |     |            | Finale     | Finale | Finale |  |
|  |            |            |            |     |            |            |        |        |  |
|  | Barcellona | Barcellona | 5          |     |            |            |        |        |  |
|  | Barcellona | Barcellona | 5          |     |            |            |        |        |  |
|  | Breganze   | Breganze   | 1          |     |            |            |        |        |  |
|  | Breganze   | Breganze   | 1          |     | Barcellona | Barcellona | 4      |        |  |
|  |            |            |            |     | Barcellona | Barcellona | 4      |        |  |
|  |            |            | Vic        | Vic | 3          |            |        |        |  |
|  | Vic        | Vic        | Vic        | Vic | 3          | 3          |        |        |  |
|  | Vic        | Vic        |            |     |            |            |        |        |  |
|  | Porto      | Porto      | 2          |     |            |            |        |        |  |

### Semifinali
| Squadra 1  | Squadra 2 | Risultato                                                  |
| ---------- | --------- | ---------------------------------------------------------- |
| Vic        | Porto     | Bassano del Grappa PalaSIND 2 maggio 2015 - ore 17:00 CEST |
| Vic        | Porto     | 3 - 2 (gg)                                                 |
| Barcellona | Breganze  | Bassano del Grappa PalaSIND 2 maggio 2015 - ore 20:30 CEST |
| Barcellona | Breganze  | 5 - 1                                                      |

### Finale
| Squadra 1  | Squadra 2 | Risultato                                             |
| ---------- | --------- | ----------------------------------------------------- |
| Barcellona | Vic       | Bassano del Grappa PalaSIND 3 maggio 2015 - ore 17:00 |
| Barcellona | Vic       | 4 - 3                                                 |

## Campioni
| Vincitore della CERH European League 2014-2015 |
| ---------------------------------------------- |
| Barcellona 21º titolo                          |